# Nasierowo-Dziurawieniec
Nasierowo-Dziurawieniec (prononciation : [naɕɛˈrɔvɔ d͡ʑuraˈvjɛɲɛt͡s]) est un village polonais de la gmina de Gołymin-Ośrodek dans le powiat de Ciechanów de la voïvodie de Mazovie dans le centre-est de la Pologne.
Il se situe à environ 10 kilomètres au nord-ouest de Gołymin-Ośrodek (siège du powiat), 9 kilomètres à l'est de Ciechanów (siège du powiat) et à 73 kilomètres au nord de Varsovie (capitale de la Pologne).

## Histoire
De 1975 à 1998, le village appartenait administrativement à la voïvodie de Ciechanów.